# شعب إيليمي

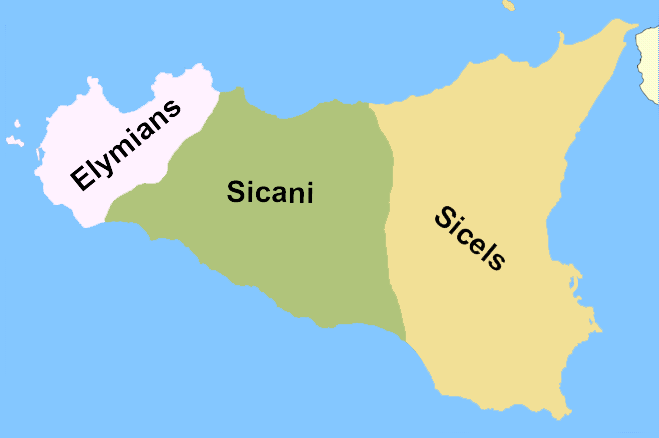
خريطة تقريبية لانتشار الشعوب الصقلية القديمة.

الإيليميون (باليونانية: Ἔλυμοι) هم شعب صقلي قديم سكنوا الجزء الغربي من جزيرة صقلية خلال العصر البرونزي و العصور الكلاسيكية القديمة.